# 47 مترا لأسفل (فلم)
47 مترا لأسفل  (بالإنجليزية: 47 Meters Down) هو فيلم رعب بريطاني صدر سنة 2017، هذا الفيلم من إخراج يوهانس روبرترس وبطولة كل من كلير هولت، ماندي مور. تلقى الفيلم مراجعات متباينة من النقاد، إلا أنه لاقى نجاحا في شباك التذاكر حيث جمع إيرادات بقيمة 53.2 مليون دولار مقابل ميزانية بلغت 5.5 مليون دولار.

## ملخص القصة
تدور أحداث الفيلم حول شقيقتين تذهبان في عطلة إلى المكسيك تعلقان في قفص لمراقبة القروش في قاع البحر ومع انخفاض نسبة الأكسجين والقروش البيضاء الكبيرة تحيط بهما، يتبقى من الوقت ساعة وينتهى الأكسجين ويجب عليهما الخروج إلى السطح في أقرب وقت.

## طاقم التمثيل
- كلير هولت بدور ليزا.
- ماندي مور بدور كايت.
- كريس جي جونسون بدور خافيير.
- ياني غولمان بدور لويس.
- سانتياغو أ. سيغويرا بدور بنجامين.
- ماثيو ماندين بدور القبطان تايلور.

## الاستقبال النقدي
تلقى الفيلم مراجعات سلبية من النقاد، حيث حصل على نسبة إقبالٍ هي 54 بالمئة من النقاد بناءً على 155 مُراجعة على موقع الطماطم الفاسدة بمتوسط 5.28/10. بينما على موقع ميتاكريتيك، والذي يضع معيار 1 من مئةٍ بناءً على مراجعات النقاد المعروفين، فقد حصل الفيلم على معدل 52 بناءً على 24 مُراجعة.

## وصلات خارجية
مقالات تستعمل روابط فنية بلا صلة مع ويكي بيانات